# Wheeler (Wisconsin)
Wheeler és una població dels Estats Units a l'estat de Wisconsin. Segons el cens del 2000 tenia 317 habitants.

## Demografia
Segons el cens del 2000, Wheeler tenia 317 habitants, 134 habitatges, i 79 famílies. La densitat de població era de 149,3 habitants per km².
Dels 134 habitatges en un 28,4% hi vivien nens de menys de 18 anys, en un 41% hi vivien parelles casades, en un 9,7% dones solteres, i en un 41% no eren unitats familiars. En el 32,8% dels habitatges hi vivien persones soles el 14,9% de les quals corresponia a persones de 65 anys o més que vivien soles. El nombre mitjà de persones vivint en cada habitatge era de 2,37 i el nombre mitjà de persones que vivien en cada família era de 2,94.
Per edats la població es repartia de la següent manera: un 24% tenia menys de 18 anys, un 7,6% entre 18 i 24, un 33,1% entre 25 i 44, un 19,9% de 45 a 60 i un 15,5% 65 anys o més.
L'edat mediana era de 36 anys. Per cada 100 dones de 18 o més anys hi havia 104,2 homes.
La renda mediana per habitatge era de 25.938 $ i la renda mediana per família de 43.000 $. Els homes tenien una renda mediana de 29.500 $ mentre que les dones 23.333 $. La renda per capita de la població era de 20.883 $. Aproximadament el 13,2% de les famílies i el 15,6% de la població estaven per davall del llindar de pobresa.

## Poblacions més properes
El següent diagrama mostra les poblacions més properes.